# 董万才
董万才（1947年8月—），安徽肥西人，原北京军区政治部主任，中将军衔。
董万才毕业于中央党校，1964年加入中国人民解放军。曾在国防科工委等地任职，担任过国防科工委政治部干部部副部长、部长等。1994年任国防科工委23基地政治部主任，1995年晋升为少将，1996年任23基地政委。1999年至2003年间任总装备部政治部主任。2003年起出任北京军区政治部主任，2005年晋升为中将。2010年12月退役。
他还是第十六届中央纪律检查委员会委员、第十七届中央候补委员。